# Премия Горького
Премия Горького (итал. Premio Gorky) — международный литературный конкурс, учреждённый в 2008 году.

## О премии
Премия учреждена общественной ассоциацией «Премия Горького» для поощрения и развития творческой деятельности в области художественной литературы и литературного перевода в России и в Италии. Главные партнеры ассоциации — Региональный общественный фонд Черномырдина «Поддержка и развитие среднего класса» и муниципалитет о. Капри.
Премия вручается по двум номинациям — «Писатели» и «Переводчики». В состав жюри Премии входят известные литераторы, слависты, эксперты по литературной критике и переводу из Италии и России. Председатели жюри — лингвист Джованни Больоло и писатель Виктор Ерофеев.
Торжественная церемония вручения Премии Горького поочерёдно проходит в Италии (о. Капри) и в России (Москва). Победитель в каждой из двух номинаций получает в качестве награды статуэтку «Буревестник» (эскиз Р. Хамдамова) и денежный приз.
Под эгидой премии проводятся круглые столы, выставки.

## Лауреаты
- 2009 год — Альдо Нове, за сборник рассказов «Супервубинда» (М.: Ad Marginem, 2002) и переводчица Маргарита Крепакс, за перевод романа Саши Соколова «Школа для дураков» (Milano: Salani, 2008).
- 2010 год — Владимир Сорокин, за роман «Лёд» (М., Ad Marginem, 2002) и переводчик Геннадий Киселёв, за перевод романа Т. Ландольфи «Осенняя история» (М., Б. С. Г.-Пресс, 2005).
- 2011 год — Никколо Амманити, за роман «Я не боюсь» (М.: Иностранка, 2011) и переводчица Клаудия Дзонгетти, за перевод книги В. Шаламова «Вишера. Антироман» (итал. издание: Milano: Adelphi, 2005).
- 2012 год — Ольга Славникова за роман «Бессмертный» и переводчик Ирина Заславская за перевод романа Пьера-Паоло Пазолини «Шпана».[1]
- 2013 год — Сандро Веронези за роман «Сила прошлого» (М.: Астрель, 2012) и переводчица Эмануэла Гуэрчетти за перевод романа Людмилы Улицкой «Даниэль Штайн, переводчик» (Bompiani, 2010).
- 2014 год — Владимир Войнович за роман «Москва 2042» (Dalai, 2013) и Ольга Егорова за перевод романа Роберто Котронео «Каллиграфия страсти» (СПб.: Алетейя, 2002).